# 二氧化锇
二氧化锇(Osmium dioxide)是锇的氧化物之一，化学式为OsO2。有两种晶型：
第一种：分子量222.20，桔棕色晶体。相对密度11.37(21.4℃)，加热到500℃时，其中30%转化为四氧化锇。不溶于水和酸类；
第二种：分子量222.20，黑色粉末，相对密度7.71(21℃)，加热至350～400℃时转变成红棕色晶体。不溶于水，溶于稀盐酸。

## 制备
在氧中加热锇粉或由四氧化锇加热分解制得。